# أنخيل أكوستا ليون
أنخيل أكوستا ليون هو رسام كوبي، ولد في 2 أغسطس 1932، وتوفي في 5 ديسمبر 1964.